# Camillo Cibotti
Camillo Cibotti (* 28. října 1954 Casalbordino) je italský římskokatolický duchovní, biskup Isernie-Venafra a biskup Triventa.

## Život
Narodil se 28. října 1954 v Casalbordino.
Vstoupil do kněžského semináře v Chieti. Po teologickém studiu byl 1. července 1978 arcibiskupem Vincenzem Fagiolem vysvěcen na kněze a inkardinován do arcidiecéze Chieti-Vasto. Je absolventem Papežské akademie Alfonsiana, kde získal licenciát z morální teologie. Po vysvěcení se stal farářem v Liscii, kde působil do roku 1985. Poté byl jmenován spirituálem kněžského semináře.
V průběhu let byl farářem v Ripa Teatina, farnosti Nejsvětější Trojice v Chieti a rektorem kostela svatého Dominika v Chieti. V letech 1995–2000 vykonával funkci diecézního asistenta Federazione universitaria cattolica italiana. Dne 8. listopadu 2005 byl ustanoven generálním vikářem arcidiecéze. Byl profesorem morální teologie na teologickém institutu a biskupským vikářem pro laiky. Dne 5. prosince 2005 mu byl udělen titul Kaplan Jeho Svatosti.
Dne 8. května 2014 jej papež František jmenoval biskupem Isernie-Venafra. Biskupské svěcení přijal 11. června z rukou arcibiskupa Bruna Forte a spolusvětiteli byli arcibiskup Giancarlo Maria Bregantini a arcibiskup Salvatore Visco.
Dne 24. února 2025 bylo papežem rozhodnuto o sjednocení diecéze Isernia-Venafro a diecéze Trivento pod úřad jednoho biskupa tzn. in persona episcopi.